# Đỗ Tất Chuẩn
Đỗ Tất Chuẩn là một sĩ quan cấp cao trong Quân đội nhân dân Việt Nam, hàm Thiếu tướng, từng là Tư lệnh Binh chủng Pháo binh giai đoạn 2015 - 2020.